# Maurice (novela)
Maurice es una novela del escritor inglés E. M. Forster, quien la comenzó a escribir en 1913–1914 —tras una visita hecha a Edward Carpenter, según él mismo relató en el prólogo de la novela— y la revisó en 1932 y en 1959–1960. Aunque la leyeron algunos amigos del escritor, como Christopher Isherwood, no se publicó hasta 1971, después de la muerte de Forster.
El libro trata de una historia de amor homosexual en la Inglaterra eduardiana de principios del siglo XX y describe la vida de Maurice Hall en distintas etapas (su adolescencia, su paso por la universidad y su posterior trabajo).
La novela es de especial relevancia para la época pues describe el amor entre personas del mismo sexo desde una perspectiva no condenatoria. Forster se resistió a su publicación debido a la actitud pública y legal hacia la homosexualidad (una nota encontrada en el manuscrito decía: "Publicable, pero ¿merece la pena?"). Forster era partidario de la idea de que su libro tuviese un final feliz para dos de sus personajes, aunque también se daba cuenta de que justamente eso lo hacía controvertido. Sin embargo, cuando murió, la actitud británica y las leyes habían cambiado. Un aspecto que hace que Maurice sea diferente de la ficción gay moderna es el argumento arquetípico y los tres personajes principales, que representan tres diferentes clases y formas de masculinidad.
La novela fue llevada al cine en 1987 con el mismo título, Maurice, fue dirigida por James Ivory y protagonizada por James Wilby como Maurice, Hugh Grant como Clive y Rupert Graves como Alec.

## Argumento
Maurice Hall (pronunciado "Morís"), a la edad de 14 años, recibe una charla de su maestro sobre el sexo y las mujeres. Esta escena establece el tono del resto de la novela, pues Maurice se siente aislado, y excluido de la idea adulta del matrimonio con una mujer como meta en la vida. Además se enraíza su profundo desdén hacia su propia clase social (media), al percibir que su maestro no tiene la capacidad de ver más allá de las normas sociales, haya lo que haya detrás.
Cuando Maurice llega a la universidad entabla prontamente amistad con su compañero de estudios Clive Durham, quien le inicia en la lectura de las antiguas escrituras griegas sobre el amor homosexual. Durante dos años viven una relación estrecha aunque completamente casta, que deben ocultar a todo el mundo.
Es evidente que Maurice espera más de su amor platónico, pero paulatinamente queda claro que Clive esta igualmente ligado a la visión tradicional de la sociedad sobre lo que está bien y mal. Tiene intención de casarse, a pesar de que la prosa de Forster no deja dudas de que este matrimonio conllevará una vida sexual sin ningún aliciente. Decepcionado y herido por el rechazo de Clive, Maurice busca asesoramiento psiquiátrico, en una escena no falta de humor, pero que expone sin piedad las limitaciones emocionales y la desorientación de la sociedad, encarnadas por el Doctor Barry, que ni siquiera puede comprender la situación de Maurice. En la época, las únicas publicaciones sobre homosexualidad eran en alemán, y por tanto difícilmente accesibles para doctores ingleses. Careciendo de ningún conocimiento real sobre la homosexualidad, el doctor Barry simplemente rechaza los sentimientos de Maurice calificándolos de "tonterías".
Maurice se hace mayor, deja la universidad sin sacar el título, adopta los hábitos y las vestimentas de un "gentleman" y obtiene un buen trabajo de corredor de bolsa. En su tiempo libre, ayuda en un gimnasio de boxeo para chicos de clase trabajadora, de una misión cristiana.
Llegado a un punto, Maurice se cita con un hipnotizador, Mr. Lasker-Jones, para intentar "curarse". Lasker-Jones se refiere a su condición como "homosexualidad congénita" y afirma tener un 50% de éxito en "curar" a hombres gais. También menciona que el 25% no consiguieron ser curados. Tras la primera sesión es evidente que la terapia ha fallado.
Los anhelos frustrados de Maurice parecen cerca de cumplirse cuando le invitan a quedarse en Penge, la mansión de Clive Durham. Allí trabaja el joven guardabosques- y al principio inadvertido - Alec Scudder (llamado simplemente Scudder durante largos pasajes del libro, para enfatizar más la diferencia de clases), quien se ha fijado muy bien en Maurice. Aparece en el libro en momentos puntuales, como acechando el deseo de Maurice, hasta que una noche el muchacho simplemente usa una escalera para subir a su cuarto, respondiendo a una llamada nocturna que nadie más escucha.
Tras su primera noche juntos, Maurice entra en pánico y Alec, por su forma de ser tratado, se asusta también y hace como si quisiera chantajear a Maurice. Maurice busca una vez más la ayuda de Lasker-Jones, y el hipnotizador, sabiendo que la terapia está fallando, le dice a Maurice que considere irse a otro país donde la homosexualidad no es condenada, como Francia o Italia. Maurice se pregunta si la homosexualidad será aceptada alguna vez en Inglaterra, a lo que Lasker-Jones responde: "Lo dudo. Inglaterra siempre ha sido reticente a aceptar la naturaleza humana". Maurice le muestra una carta de Alec y le pregunta si él le llevaría a juicio, por temor a que Alec le cuente a otros sobre su condición, pero Lasker-Jones no está seguro. Maurice tiene que decidirlo por su cuenta.
Maurice y Alec se encuentran en el Museo Británico en Londres, para discutir el tema. En una emotiva escena descubren que los dos están enamorados el uno del otro, después de que Maurice diga que se llama Scudder, al preguntar éste por su nombre. Esta transgresión de las diferencias de clase fortifica en el acto el lazo entre los dos hombres .
Tras otra noche juntos, Scudder le cuenta que tiene un pasaje para Argentina, de donde no regresará. Tras un resentimiento inicial, Maurice lo acepta y decide al menos ir a despedir a Alec al embarcadero. Se queda atónito al ver que no está. Rápidamente, vuelve a Penge, y encuentra a Alec en el embarcadero. Éste le dice que le había enviado un telegrama, mostrando su deseo de estar con él y no separarse más. Y de hecho los dos se reúnen allí, y viven para siempre felices.
Maurice visita a Clive una última vez, para concluir su relación, y mostrarle su visión del futuro con Alec. La impotencia de Clive al oírlo le deja sin palabras y sin saber comprender. Entretanto Maurice desaparece hacia el bosque para reunirse con Alec.
- Datos: Q1241741